# 梅田貨物線
梅田貨物線（日语：／ Umeda Kamotsu sen */?）是一條來往日本大阪府吹田市的吹田貨物總站，途經大阪站（北）、大阪市福島區的福島站至同市此花區的西九條站的西日本旅客鐵道（JR西日本）鐵路線通稱。
東海道本線吹田貨物總站－福島站間與大阪環狀線福島站－西九條站間跨過2條路線。由於增加了旅客列車現在也稱為「梅田線」。

## 路線資料
- 管轄（事業類別）：西日本旅客鐵道（第一種鐵道事業者）、日本貨物鐵道（第二種鐵道事業者）
- 路線距離（營業距離）：吹田貨物總站－西九條站間（12.6公里，但是使用途經梅田貨物線的旅客列車時，車費計算上視為途經大阪站處理。參見「歷史」一節）
- 複線路段：吹田貨物總站－大阪站間
- 電氣化路段：全線（直流電1,500 V）
- 閉塞方式：自動閉塞式
- 運轉指令所（日语：運転指令所）：大阪綜合指令所（日语：大阪総合指令所）
- 最高速度：[1]
  - 120公里/小時（吹田貨物總站－新大阪站間上行線）
  - 110公里/小時（吹田貨物總站－新大阪站間下行線）
  - 95公里/小時（新大阪站－西九條站間）

## 車站列表
- 所有車站都位於大阪府內

範例
（貨）為貨物站
軌道 … ∥：複線路段，｜：單線路段（不可列車交會），∨：此起往下為單線，∧：此起往下為複線
| 正式 路線名 | 中文站名           | 日文站名 | 英文站名 | 站間 營業距離 | 累計 營業距離                                                                                | 接續路線 | 軌道   | 所在地 | 所在地 |
| ----------- | ------------------ | -------- | -------- | ------------- | -------------------------------------------------------------------------------------------- | --- | ------ | ------ | ------ |
| 東海道 本線 | （貨）吹田貨物總站 |          | /        | -             | 0.0                                                                                          | 西日本旅客鐵道：東海道本線（本線、北方貨物線）、片町線貨物支線（城東貨物線） 日本貨物鐵道：東海道本線貨物支線（大阪貨物總站方向） | ∥      | 吹田市 | 吹田市 |
| 東海道 本線 | 新大阪             |          |          | 5.3           | 5.3                                                                                          | 西日本旅客鐵道： 山陽新幹線、東海道本線（ JR京都線）、 大阪東線 東海旅客鐵道： 東海道新幹線 大阪市高速電氣軌道： 御堂筋線 | ∥      | 大阪市 | 淀川區 |
| 東海道 本線 | 大阪               |          |          | 3.8           | 9.1                                                                                          | 西日本旅客鐵道： 大阪環狀線、東海道本線（ JR京都線、 JR神戶線、 JR寶塚線）、 大阪東線 西日本旅客鐵道： JR東西線 …北新地 阪急電鐵： 京都本線、 寶塚本線、 神戶本線 …大阪梅田 阪神電氣鐵道： 本線 …大阪梅田 大阪市高速電氣軌道： 御堂筋線 …梅田、 谷町線 …東梅田、 四橋線 …西梅田 | ∨      | 大阪市 | 北區   |
| 東海道 本線 | 福島               |          |          | 0.9           | 10.0                                                                                         | 西日本旅客鐵道： 大阪環狀線 | ｜     | 大阪市 | 福島區 |
| 大阪 環狀線 | 福島               |          |          | 0.9           | 10.0                                                                                         | 西日本旅客鐵道： 大阪環狀線 | ｜     | 大阪市 | 福島區 |
| 西九條      |                    |          | 2.6      | 12.6          | 西日本旅客鐵道： 大阪環狀線（實際軌道分岔站）、 櫻島線（JR夢咲線） 阪神電氣鐵道： 阪神難波線 | ∧ | 此花區 | 大阪市 |        |

1. 1 2  作為運行系統的路線名直通至該站。
2. ↑  大阪站與北新地站之間有可以徒步轉乘的特例（參見JR東西線#乘車制度）
3. ↑  福島站是東海道本線支線與大阪環狀線的路線分岔站，梅田貨物線不設月台，不能轉乘。

## 大阪站北地區附近地下化（新站設置）計劃
2004年10月，在近畿地方交通審議会答申第8号提及，名叫「京阪神圏周邊、改良既存設施的主要檢討計劃」，計劃包括再開發大阪站以北地區，梅田貨物線的中津 - 福島站附近地下化，及設置大阪站以方便「遙」及「黑潮」等特急列車停車，從而改善與關西國際機場與和歌山方向的交通。2011年4月，敲定「JR東海道線支線地下化事業」及「梅北2期區域新站設置事業」都市計劃，2015年1月取得施工許可，同年11月動工。2020年3月，JR西日本公佈新站將會作為大阪站的一部分開業。已於2023年2月13日切換成地下線，3月18日啟用新月台。
計劃為，從新大阪出發後跨越淀川，與JR京都線分開，再跨越大阪市高速電氣軌道御堂筋線，在阪急電鐵中津站北面進入隧道。然後經由比現在較東的路線。再之後，通過Grand Front Osaka北館西邊道路的下方，由南館西邊通往福島方向。新站會在彎道上設置2面4線。最後在與JR神戶線的交叉點前離開隧道返回現有路線。然而，由於不能對應單機牽引的貨物列車，最後尾預需要連結輔助機車運行。
另外在同一地下月台，也預定了會引入計劃連接大阪站 - JR難波站・南海新今宮站間的浪速筋線。